# تپه سرآب (صالح‌آباد)
تپه سرآب؛ نام تپه‌ای تاریخی مربوط به هزارهٔ دوم تا اول پیش از میلاد و دورهٔ اسلامی است و در شهرستان صالح‌آباد، غرب روستای سراب واقع شده و این اثر در تاریخ ۲۴ اسفند ۱۳۸۴ با شمارهٔ ثبت ۱۵۲۳۱ به‌عنوان یکی از آثار ملی ایران به ثبت رسیده‌است.